# Daewoo Nubira
O  Nubira  é um modelo compacto da Daewoo Motors, Chegada no Brasil em meados de 1997, para substituir o antigo Daewoo Espero, foi um modelo diferente do que a própria Daewoo Motors do Brasil esperava.
Suas vendas na época foram afetadas pela alta descontrolada do Dólar, porém em sua época o veiculo era um dos mais barato perto de seus principais concorrente, o medo do brasileiro por modelos importador também deve ter cooperado para o baixo índice de vendas, enquanto seus concorrentes como Vectra, Civic, Corolla e Marea saíam da fábrica em suas versões mais baratas apenas com vidros elétricos, travas e ar condicionado, o Nubira trazia além dos vidros, travas, e ar condicionado, alarme original, freios a disco nas 4 rodas, porta copos, dentre outros. Na sua versão mais completa ele vinha com rodas de liga leve, freios ABS e airbag duplo, com um motor 2.0 16v de 133 cavalos, que logo se descobriu ser o mesmo motor do Vectra 2.2 16V com algumas modificações na parte de injeção, alem de ser também o mesmo câmbio, um carro que infelizmente por ser importado, ou mesmo pelo seu visual não agradou em nada os brasileiros.
O Nubira passou por diversas modificações com o passar dos anos, e após a compra da Daewoo Motors pela GM deixou de se chamar Nubira para virar o Daewoo Lacetti sucesso de vendas no mundo todo, inclusive no Brasil, Brigando hoje com grandes carros, como Corolla e Civic, para quem não sabe de qual veiculo se trata hoje, a resposta e simples, nada mais nada menos que o GM Cruze, em 2000 já havia dito que as marcas coreanas dominariam o mundo automotivo, com suas tecnologias e carros, grande prova disto hoje e a Hyundai e a Kia, que eram e são as principais concorrentes da Daewoo Motors, o Nubira desde 1997 e vendido em 3 versões, a hatch, sedã, e station wagon (SW), no Brasil é muito difícil achar qualquer um dos 3 em especial a station wagon, que não chegou a emplacar 500 veículos, e um veículo que se bem cuidado e de uma confiança insuperável, e aguenta as pancadas do dia a dia, com um preço variado entre 6,500 reais ate 14,000 reais.